# Kurubaramanchanahalli, Pandavapura
Kurubaramanchanahalli là một làng thuộc tehsil Pandavapura, huyện Mandya, bang Karnataka, Ấn Độ.